# قدیسان بوندوک ۲
قدیسان بوندوک ۲ (به انگلیسی: The Boondock Saints II) یک فیلم اکشن، دلهره‌آور و انتقام‌جویانه آمریکایی محصول سال ۲۰۰۹ به کارگردانی و نویسندگی تروی دافی، که دنباله‌ای بر فیلم قدیسان بوندوک (۱۹۹۹) است.
این فیلم اولین نمایش جهانی خود را در ۱۹ اکتبر ۲۰۰۹ در بوستون داشت و در ۱۱ دسامبر ۲۰۰۹ در ایالات متحده اکران شد. با وجود نقدهای منفی منتقدان، این فیلم در باکس آفیس موفقیت کمی داشت و در مقابل بودجه ۸ میلیون دلاری خود به فروش ۱۰٫۶ میلیون دلاری دست یافت. دنباله‌ای در حال ساخت است.

## داستان
طی ۸ سال گذشته برادران با پدرشان در یک مزرعه گوسفند در اعماق ایرلند زندگی می‌کردند. یک روز دایی آنها به آنها می‌گوید که آنها برای قتل یک کشیش کاتولیک بوستونی آماده شده‌اند. پسران باید به بوستون برگردند تا نه تنها نام خود را پاک کنند بلکه مردانی را که آنها را قاب گرفته بودند پیدا کنند.

## ساخت
فیلمبرداری اصلی از ۲۰ اکتبر ۲۰۰۸ تا ۱۰ دسامبر ۲۰۰۸ در انتاریو انجام شد.

## گیشه
تا ژوئن ۲۰۱۲، این فیلم اکران محدودی داشت و ۵۰ میلیون دلار فروش دی‌وی‌دی داشت.